# Wilhelm Reinhard (Theologe)
Wilhelm Reinhard (* 4. September 1860 in Neuwied; † 17. Dezember 1922 in Stettin) war ein deutscher evangelischer Theologe und Politiker. Er fungierte für die Evangelische Landeskirche der älteren Provinzen Preußens u. a. als Generalsuperintendent der Kirchenprovinz Westpreußen (1911–1920) und des Westsprengels der Kirchenprovinz Pommern (1921–1922), sowie als Präsident der Verfassunggebenden Versammlung bzw. des Volkstags der Freien Stadt Danzig (1920–1921).

## Leben
Nach dem Besuch des Gymnasiums in Neuwied studierte Reinhard Theologie in Halle, Leipzig und Bonn.
Reinhard war Mitglied der Schwarzburgverbindung Nordalbingia Leipzig.
Nach Tätigkeiten als Provinzialvikar der Kurmark und Hilfsprediger am Berliner Dom war er von 1886 bis 1888 in der Inneren Mission tätig, bis 1895 war er Pfarrer in Paplitz bei Baruth, bevor er als Stadtsuperintendent und Erster Pfarrer nach Freystadt in Westpreußen wechselte. 1899 wurde er Generalsuperintendent der Provinz Westpreußen. Zum Reformationsjubiläum 1917 promovierte ihn die Theologische Fakultät der Albertus-Universität Königsberg ehrenhalber zum Doktor der Theologie.
Ab 1907 war Reinhard Mitglied der Generalsynode. Er saß in der Preußischen Landesversammlung und wurde 1920 als Listenführer der Deutschnationalen Volkspartei (DNVP) Abgeordneter des Volkstages in Danzig.
Der evangelische Pfarrer und Schriftsteller Artur Brausewetter würdigte Reinhards Wirken in seiner Autobiografie mit den Worten: 

„An Franks Stelle trat dann der kluge, in jeder Lebenslage sich zurechtfindende D. Reinhard, der sich als Volkstagspräsident um die ‚Freie Hansestadt‘ ebenso verdient machte wie als Generalsuperintendent in Danzig und Stettin um die Kirche.“